# George Cecil Ives
George (Cecil) Ives (Alemania, 1 de octubre de 1867 – 4 de junio de 1950) fue un escritor, poeta, reformador del derecho penal y defensor de los derechos de los homosexuales.

## Biografía
Ives era hijo ilegítimo de un oficial del ejército inglés y una baronesa española. Fue criado por la abuela paterna, Emma Ives. Vivieron entre Bentworth en Hampshire y el sur de Francia.
Ives estudió en casa y en el Magdalene College, en Cambridge, donde comenzó a reunir 45 volúmenes de notas y apuntes (entre 1892 y 1949). Estas notas y apuntes consistían en recortes de temas como asesinatos, castigos, personas extrañas, teorías del crimen y del castigo, travestismo, psicología del género, homosexualidad, resultados de críquet y cartas que escribió a los periódicos.
Ives conoció a Oscar Wilde en el Authors' Club en Londres en 1892. Impresionó a Oscar Wilde con su apariencia juvenil, de forma que lo convenció para afeitarse el bigote y una vez incluso lo besó apasionadamente en el Travellers' Club. Ives ya estaba trabajando para acabar con la opresión de los homosexuales, lo que llamaba la «Causa». Ives esperaba que Wilde se uniese a la Causa, pero Wilde lo desilusionó. En 1893, Lord Alfred Douglas, con quien había tenido un breve affaire, le presentó a varios poetas de Oxford que Ives esperaba ganar para la Causa.
Hacia 1897, Ives creó y fundó la Order of Chaeronea (Orden de Queronea), una sociedad secreta para homosexuales que tomaba su nombre del lugar de la batalla en el que el Batallón Sagrado de Tebas había sido finalmente aniquilado en el 338 A.C. Entre sus miembros se encontraban Charles Kains Jackson, Samuel Ellworth Cottam, Montague Summers y John Gambril Nicholson. Se cree que C. R. Ashbee y A. E. Housman también eran miembros. En sus numerosos escritos, Ives se refiere a Walt Whitman como «el Profeta» y empleó líneas de la poesía de Whitman en los rituales y ceremonias de la orden.
Ese mismo año, Ives visitó a Edward Carpenter en Millthorpe. Esto marcó el comienzo de su amistad.
En 1914, Ives, junto con Edward Carpenter, Magnus Hirschfeld, Laurence Housman y otros, fundaron la British Society for the Study of Sex Psychology (Sociedad Británica para el Estudio de la Psicología Sexual). También se mantuvo en contacto con otros psicólogos progresistas como Havelock Ellis y el profesor Cesare Lombroso. Los temas tratados por la Sociedad en charlas y publicaciones incluían: la promoción del estudio científico del sexo y una actitud más racional hacia el comportamiento sexual; problemas y preguntas relacionadas con la psicología sexual (desde cuestiones médicas y jurídicas, hasta aspectos sociológicos), control de natalidad, aborto, esterilización, enfermedades venéreas y todos los aspectos de la prostitución. En 1931, la organización se convirtió en la British Sexological Society (Sociedad Sexológica Británica). Ives era el archivista de la Sociedad y sus papeles se encuentran actualmente (2007) en el Harry Ransom Center en la Universidad de Texas en Austin.
Ives también visitó prisiones a lo largo y ancho de Europa y se especializó en los métodos penales, particularmente los de Inglaterra. Enseñó y publicó libros sobre el tema.
Según se fue haciendo mayor, Ives desarrolló una pasión por los melones y llenó su casa en el n.° 196 de Adelaide Road, NW3 (donde vivía desde 1906) con ellos. Se negó a creer que la Segunda Guerra Mundial había finalizado y llevó consigo una máscara antigás a todas partes hasta su muerte. También tenía miedo de dormir solo y siempre se preocupaba de tener por lo menos un compañero de cama.
A lo largo de su vida tuvo muchos amantes, que llamaba sus «niños». Los cuidaba, les daba dinero y les compraba casas. A menudo vivía con más de un amante a la vez y algunos se quedaron con él varios años.

## Los papeles de Ives
George Ives dejó tras su muerte en 1950 un gran archivo que cubría su vida y su obra entre 1874 y 1949. Los papeles fueron comprados en 1977 por el Harry Ransom Research Center y han sido divididas en cuatro secciones.

### I. Correspondencia, 1874-1936
Esta sección contiene las invitaciones y cartas que tratan de los escritos y conferencias de Ives sobre la reforma de las prisiones, la sodomía, la British Society for the Study of Sex Psychology y otros temas. Ives tenía correspondencia con Adolf Brand, Oscar Browning, Edward Carpenter, Havelock Ellis, Norman Gale, Augustus Hare, Ernest Jones, Cesare Lombrose, C.M. North, Reggie Turner y Edward Westermarck.

### II. Obra, 1897-1937
Esta sección agrupa ejemplos de la obra publicada de Ives, sus apuntes, notas y muestras de veros, tanto escrito a máquina, como en holografías. Los temas representados incluyen: la reforma de las prisiones, crimen y castigo, puntos de vista históricos sobre la sexualidad y religión.

### III. Diarios, 1886-1949
La mayoría del material consiste en 122 volúmenes de diarios conservados por Ives desde la edad de 19 hasta seis meses antes de su muerte, a la edad de 82. Los diarios tienen anotaciones diarias entre el 20 de diciembre de 1886 hasta el 16 de noviembre de 1949. La visión que da Ives en sus diarios sobre la vida de los homosexuales ingleses de clase media-alta de finales del siglo XIX es especialmente interesante para entender el movimiento homosexual en la Inglaterra de la época.
El contenido varía desde la descripción de impresiones personales de eventos sociales, estudios detallados de sus amigos y conocidos, hasta el análisis del tratamiento de criminales y el funcionamiento de las prisiones. A partir del volumen trece, Ives hizo un índice de sus diarios y los empleó a menudo para preparar una conferencia u otros escritos.

### IV. Varios 1888-1949
Esta sección incluye las reglas y los sellos de cera de la Orden de Chaeronea, junto con un catálogo de la biblioteca de la British Society for the Study of Sex Psychology, además de un libro de recortes de críticas y recortes sueltos para tres de los libros de Ives, Eros' Throne (El trono de Eros, 1900), A History of Penal Methods (Una Historia de los Métodos Penales, 1914) y Obstacles to Human Progress (Obstáculos al Progreso Humano, 1939). También hay una galerada del prefacio de English Prisons Today (La Prisiones Inglesas Hoy, 1922), de George Bernard Shaw, anterior a los cambios.

## Obra

### Poesía
- Book of Chains (1897)
- Eros' Throne (1900)

### No ficción
- Penal Methods in the Middle Ages (1910)
- The Treatment of Crime (1912)
- A History of Penal Methods: Criminals, Witches, Lunatics (1914)
- The Continued Extension of the Crimial Law (1922)
- English Prisons Today (1922) (Prefaced by G.B. Shaw)
- Graeco-Roman View of Youth (1926)
- Obstacles to Human Progress (1939)
- The Plight of the Adolescent

### Ficción
- The Missing Baronet (1914)